# Convent de San Nicolás de Tolentino d'Actopan

Temple i antic Convent de San Nicolás de Tolentinod'Actopan

San Nicolás de Tolentino és un destacat monument a Actopan a l'Estat d'Hidalgo, a Mèxic. És un antic convent. Arquitectònicament i pictòricament constitueix un dels majors exemples d'art novohispà del segle xvi. Va ser declarat Monument Històric i Artístic de la nació, pel Govern de Mèxic el 1933.

Atri del convent.

Ell convent es va fundar 1546, encara que aquesta va ser ordenada oficialment dos anys després, sent provincial de l'orde l'il·lustre fra Alonso de la Veracruz i durant el capítol celebrat per la comunitat agustina a la Ciutat de Mèxic. Les obres van començar el 1550 i són atribuïdes a fra Andrés de Mata. El 1573 el conjunt ja es trobava conclòs i comptava amb temple, capella oberta, convent, cavallerisses, un hort i una enorme cisterna per a l'ús de la comunitat, un colomar de missatgers i alguns annexos exteriors.
Es construí al centre de la població, en una parcel·la rectangular de 285 metres a l'orient, 288,50 metres al ponent, 190 metres al nord i 183 metres al sud.
És d'un estil arquitectònic eclèctic que reuneix pràcticament tots els estils de l'època colonial a Mèxic en una una combinació d'estil plateresc, morisc, mudèjar, gòtic, romànic i renaixentista.